# Tokutake Masayuki
Masayuki Tokutake (徳武 正之 (Đức-Vũ Chính-Chi) Tokutake Masayuki, sinh ngày 18 tháng 8 năm 1991) là một cầu thủ bóng đá người Nhật Bản. Anh thi đấu cho Azul Claro Numazu.

## Sự nghiệp thi đấu
Masayuki Tokutake thi đấu cho Zweigen Kanazawa từ năm 2014 đến năm 2015. Năm 2016, anh chuyển đến Azul Claro Numazu.

## Thống kê câu lạc bộ
Cập nhật đến ngày 23 tháng 2 năm 2017.
| Thành tích câu lạc bộ | Thành tích câu lạc bộ | Thành tích câu lạc bộ | Giải vô địch | Giải vô địch | Cúp                   | Cúp                   | Tổng cộng | Tổng cộng |
| Mùa giải              | Câu lạc bộ            | Giải vô địch          | Số trận      | Bàn thắng    | Số trận               | Bàn thắng             | Số trận   | Bàn thắng |
| Nhật Bản              | Nhật Bản              | Nhật Bản              | Giải vô địch | Giải vô địch | Cúp Hoàng đế Nhật Bản | Cúp Hoàng đế Nhật Bản | Tổng cộng | Tổng cộng |
| --------------------- | --------------------- | --------------------- | ------------ | ------------ | --------------------- | --------------------- | --------- | --------- |
| 2014                  | Zweigen Kanazawa      | J3 League             | 7            | 0            | 0                     | 0                     | 7         | 0         |
| 2015                  | Zweigen Kanazawa      | J2 League             | 0            | 0            | 0                     | 0                     | 0         | 0         |
| 2016                  | Azul Claro Numazu     | JFL                   | 8            | 2            | –                     | –                     | 8         | 2         |
| Tổng                  | Tổng                  | Tổng                  | 15           | 2            | 0                     | 0                     | 15        | 2         |